# محمد بویری
محمد بویـِری (زاده ۸ مارس ۱۹۷۸) قاتل یکی از کارگردانان معاصر هلند به نام تئو ون گوگ (در تلفظ هلندی: فان خوخ) است. وی در ۲ نوامبر ۲۰۰۴ ون گوگ را در یکی از خیابان‌های آمستردام با ضربات چاقو به قتل رساند. محمد بویری که شهروند هلند و مراکش است و دارای گذرنامه از هر دو کشور، اعلام داشته است که بخاطر باورهای اسلامی خود دست به کشتن وَن گوگ زده است. تئو ون گوگ کارگردان فیلم، نویسنده روزنامه، برنامه‌ساز و بازیگر تلویزیونی بود که بخاطر فعالیت‌های ضد اسلامی و فیلم‌های کوتاه و مستند خود مشهور بود. بسیاری قتل ون گوگ را در نتیجه ساختن آخرین فیلم کوتاهش به نام تسلیم که به موضوع سرکوب حقوق زنان در جوامع اسلامی می‌پردازد می‌دانند. این فیلم که با همکاری یکی از نمایندگان مجلس هلند به نام ایان هیرسی علی ساخته شده بود خشم بسیاری از گروه‌های اسلامی هلند و شمال اروپا را برانگیخت.
محمد بویری زاده هلند است و والدینش از مهاجرین مراکشی بوده‌اند. بویری به هنگام نوشتن و ترجمه و فرستادن ایمیل از لقب «ابوزبیر» استفاده می‌کند.
وی پس از دستگیری از سوی یکی از دادگاه‌های هلند به حبس ابد بدون بخشودگی محکوم شده است.